# Лебенсон, Авраам Дов Бер
Авраам Дов-Бер Лебенсон (Берл Михалишкер, известен также под аббревиатурой אד״ם — Авраам Дов Михалишкер; ок. 1794, Котловка близ Вильно — 1878, Вильно) — поэт и грамматик.

## Биография
Лишившись в детстве матери, Лебенсон жил y своего деда, Ионы Доманского, давшего внуку традиционное воспитание. Согласно обычаям того времени, его женили на 13-м году жизни, после чего он переехал в м. Михалишки, к родителям жены. Путём самообразования по еврейским источникам ознакомился с грамматикой, средневековой философией и математикой, а также некоторое время увлекался каббалой и мистикой.
Отправившись в Вильну, Лебенсон занялся преподаванием, затем в течение нескольких лет был маклером, посвящая свободное время литературе. С 1848 по 1864 г. состоял старшим учителем еврейского и халдейского языков в Виленском Раввинском училище.
Произнесенная им на смерть М. А. Гинцбурга проповедь «Kinat Soferim» (1846), в которой Лебенсон выступил в защиту тогдашних прогрессистов, произвела большое впечатление и много способствовала тому, что виленские «маскилим» основали первую хоральную синагогу в Вильне, «Taharat ha-Kodesch», в которой Лебенсон произносил проповеди.
Когда в том же 1846 году Вильну посетил М. Монтефиоре, Лебенсону представил ему записку, в которой изложены были основные тезисы программы прогрессистов 40-х годов о реформировании быта русского еврейства. Лебенсон указывал на четыре основные причины («ןיקיןנ תהבא העברא») печального положения евреев:
1. Неправильное воспитание и отсутствие прикладных знаний,
2. Ранние браки,
3. Односторонность и фанатизм раввинов.
4. Страсть к роскоши.

Об устранении этих зол Лебенсон просил Монтефиоре хлопотать y государя (Jeter Schire Adam, 63—72).

## Творчество

### Поэтическое творчество
Первые поэтические произведения, с которыми Лебенсон выступил в печати, были Gelegenheitsgedichte: «Schir Chahibim» (ода в честь графа Тышкевича, 1822), «Ebel Kabed» (элегия на смерть Саула Каценеленбогена, 1825) и др. Появившийся в 1842 г. (переиздан в 1863 г.) первый том «Schire Sefat Kodesch» (второй вышел в 1856 г., а третий, Jeter Schire Adam, в 1870 г.) знаменует собой новый период в истории новоеврейской поэзии. Для верной оценки его поэтического дарования необходимо принять во внимание то, что не зная других языков, кроме еврейского, он не имел возможности ознакомиться с творениями европейских поэтов и высшим образцом для него являлись Вессели и его эпигоны (см. стихотворение Лебенсона «Ghalom Ereb»). Верный заветам «меассефистов», он видел высшую цель поэтического творчества в служении «прекрасному и единому» языку пророков (см. предисл. к 2-му изд. Schire Sefat Kodesch).
Поэтому стихи Авраама Дов-Бер Лебенсона часто страдают излишней риторичностью, и в них больше рассудочности и версификаторского искусства, чем настоящего вдохновения. Схоластическое воспитание и узость кругозора не дали Аврааму Дов-Бер Лебенсону возможности в полной мере развить своё поэтическое дарование, которое проявилось во всей своей мощи только в цикле поэм, навеянных и проникнутых ужасом смерти. Поэмы «Ha-Mitonen», «Ha-Chemlah», «Misped Mar» представляют вопль души поэта, потрясённой недолговечностью человеческого существования, эфемерностью и призрачностью человеческого счастья. Мощные стихи, в которых поэт рисует победное торжество всесокрушающей смерти, захватывают своим трагическим пафосом и проникновенным лиризмом. По гибкости и многообразию форм, по богатству языка Лебенсона далеко опередил поэтов предшествовавшей эпохи. «Schire Sefat Kodesch» имели исключительный успех; их заучивали наизусть, распевали по всему Северо-Западному краю. Лебенсон стал одним из общепризнанных лидеров тогдашних «maskilim». 
Те же воззрения Лебенсона проводит в написанном им в 1840-х годах самом крупном своем произведении — трехактной аллегорической драме «Emet we-Emunah», в которой осмеиваются (в лице героя драмы, ханжи Цибона) религиозный фанатизм и тартюфство и поются дифирамбы просвещению и производительному труду. Эту обличительную драму, в которой наиболее выпукло и красноречиво выражены чаяния тогдашних «маскилим», Лебенсон не мог, однако, опубликовать в своё время, и она появилась лишь четверть века спустя (1807), когда в еврейской литературе началась усиленная борьба за религиозную реформу. 
В 1895 г. вышло полное собрание стихотворений Лебенсона.

### Переводы
В 1848 г. Лебенсон (совместно с И. Бенъякобом) приступил к новому изданию Библии с немецким переводом (евр. шрифтом) и комментарием мендельсоновской школы с различными дополнениями. Это 17-томное издание, закончившееся печатанием в 1853 г., сыграло культурную роль в истории просвещения русского еврейства; на нём еврейские «маскилим» изучали не только Библию, но и немецкий язык, что дало им возможность ознакомиться с культурой Запада. Этим изданием, как и последовавшим трудом «Torat ha-Adam» (комментарий к Иезекиилу, Иеремии и Малым Пророкам, 1858), Лебенсон зарекомендовал себя как весьма сведущий исследователь еврейского языка. Лебенсон издал также известный труд Бен-Зеева «Talmud Leschon Ibri» (со значительными дополнениями, Jitron le-Adam, 1874; и «Mechkere Laschon» С. Левизона (с дополнениями, 1849). 